# Filozofická fakulta

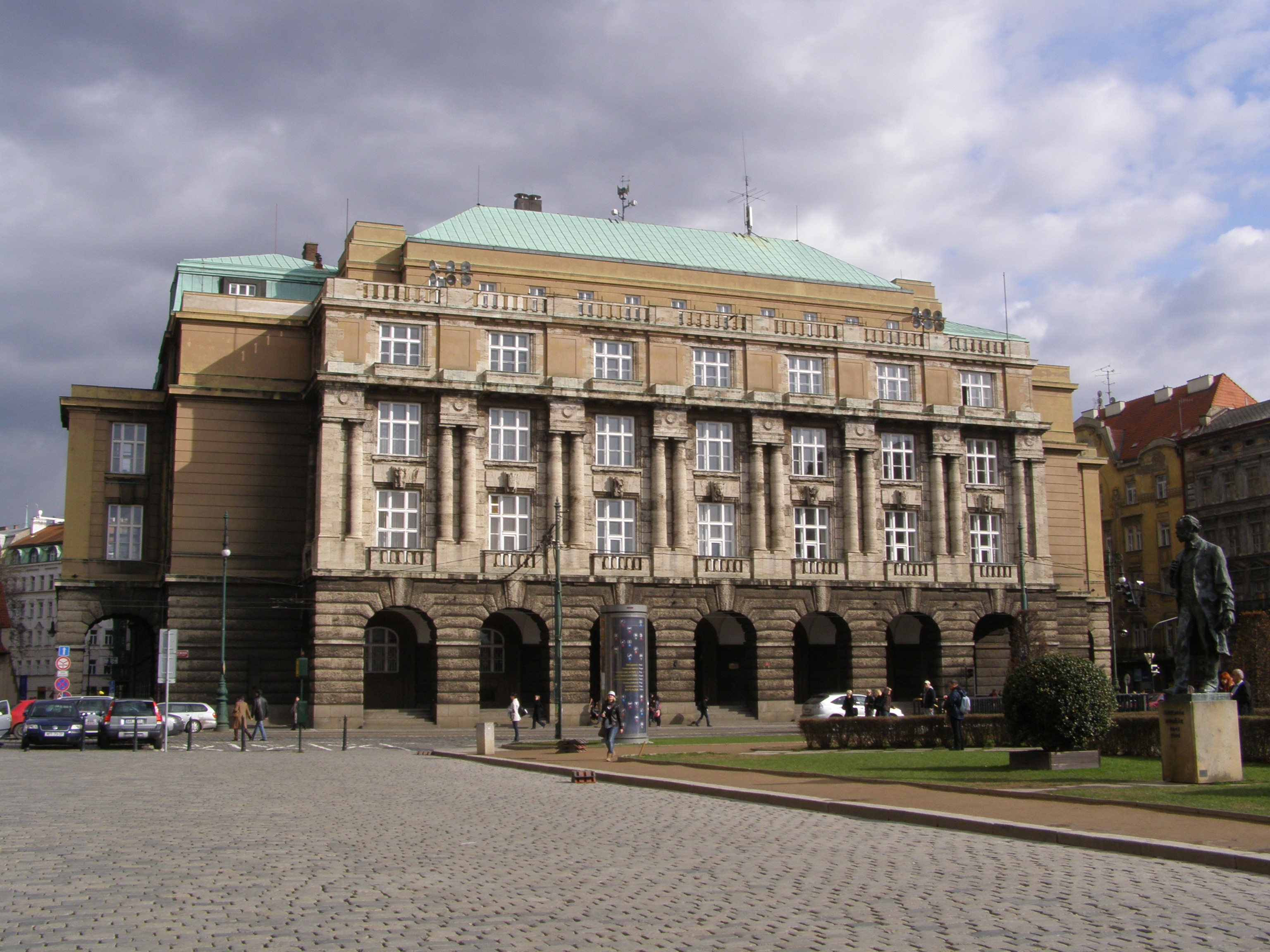
Budova filozofické fakulty

Filozofická fakulta je fakulta specializující se na výuku humanitních věd, zejména filozofie, historie nebo filologie, a někdy též společenských věd. Historicky vznikla z původní artistické fakulty.

## Seznam filozofických fakult vČeské republice
- Filozofická fakulta Univerzity Karlovy v Praze
- Filozofická fakulta Masarykovy univerzity v Brně
- Filozofická fakulta Univerzity Palackého v Olomouci
- Filozofická fakulta Jihočeské univerzity v Českých Budějovicích
- Filozofická fakulta Západočeské univerzity v Plzni
- Filozofická fakulta Univerzity Jana Evangelisty Purkyně v Ústí nad Labem
- Filozofická fakulta Univerzity Hradec Králové
- Filozofická fakulta Univerzity Pardubice
- Filozofická fakulta Ostravské univerzity
- Filozoficko-přírodovědecká fakulta Slezské univerzity v Opavě

## V zahraničí
- Filozofická fakulta Univerzity Komenského v Bratislavě